# Jaboticabal Atlético
O Jaboticabal Atlético é um clube futebolístico brasileiro sediado na cidade de Jaboticabal, no estado de São Paulo.

## História
Fundado no dia 30 de abril de 1911, o Jaboticabal Atlético surgiu inspirado em um clube inglês, o Tottenham. O canadense Dr. Robert Todd Locke viajou para a Europa e trouxe como recordação uma camisa do time da Inglaterra. A partir daí, teve a idéia de fundar uma agremiação e dar a ela as mesmas cores da equipe estrangeira, como forma de homenagem. Com isso o preto, que representava a nobreza, e o branco, a paz, passaram a ser as cores oficiais do clube.
Em suas quatro primeiras décadas de existência, o Jaboticabal esteve disputando apenas competições amadoras, conquistando alguns títulos como o Campeonato do Oeste Paulista, em 1915, o Campeonato da 11ª Região, em 1944, e o Campeonato da 6ª Região do Interior, em 1947. E foi neste período, entre 1937 e 1938, que o clube recebeu o apelido de Esquadrão de Aço, ao permanecer invicto por 42 jogos.
No ano de 1955, participou pela primeira vez de uma competição profissional da Federação Paulista de Futebol, o Campeonato Paulista da Terceira Divisão (atual Série A3). No ano seguinte, foi vice-campeão do torneio, conseguindo o acesso à Segunda Divisão.
Porém, a permanência do clube na Segundona durou apenas quatro anos, sendo rebaixado em 1959. Em 1960, conseguiu novamente o acesso e desta vez permaneceu por mais tempo na Segunda Divisão, até 1967. A partir daí, o clube ficou por algum tempo intercalando a atividade e a inatividade nas competições profissionais.
De 1968 a 1970, não esteve inscrito em qualquer torneio da FPF, retornando em 1971 e 1972. Esteve fora dos torneios profissionais em 1973, voltou em 1974 e, novamente ficou fora em 1975. A fase seguinte, a partir de 1976, foi mais longa nas competições profissionais, quando disputou o Campeonato Paulista da Primeira Divisão (atual Série A2). Enquanto esteve afastado profissionalmente, o Jaboticabal foi campeão regional da categoria Dente de Leite, em 1970, depois de começar a dar atenção à categorias de base.
Em 1986, o clube mais uma vez esteve ausente dos campeonatos profissionais por um ano. Em 1987, disputou o Campeonato Paulista da Segunda Divisão e, nos dois anos seguintes, esteve na Terceira Divisão, mas voltou à Segundona em 1990, depois de conquistar o título da Terceira Divisão. No ano seguinte, em 1991, mais uma conquista e mais um acesso, da Segunda Divisão para a Intermediária, onde permaneceu até 1993.
Em 1994, com mudanças nas nomenclaturas das divisões estaduais, o clube passou a disputar a Série B1A (atual Segunda Divisão) e conseguiu o título do torneio em 1996, conquistando também o acesso à Série A3. Após mais um período ausente, o Jaboticabal voltou, em 2006, a disputar a Segunda Divisão do Campeonato Paulista, competição em que está nesta temporada. Em 2007, 2008 e 2009, o Jaboticabal não conseguiu passar à segunda fase da competição. O clube disputou seu último campeonato oficial em 2012, quando foi eliminado na segunda fase da Segunda Divisão do Campeonato Paulista.

### O fim do estádio
O estádio Dr. Robert Tod Lock, também conhecido com “O estádio da Marechal”, foi a casa do Jaboticabal Atlético em quase toda a sua história. Inaugurado em 14 de abril de 1912, possuía capacidade para 10.159 torcedores. O Estádio foi uma doação dos 32 associados fundadores do clube. Esse foi o motivo para o terreno do estádio não ter sido vendido para a indústria Basilar em 1996. Anos passaram e o Jaboticabal Atlético não teve mais os sucessos como nos anos 90. O time foi entrando em crise e colecionando dividas nos anos 2000. Em 2009, a justiça do trabalho aprovou o leilão do patrimônio do clube, com o estádio e área social.
Com o estádio demolido em 2012, teve início uma briga jurídica entre o atual proprietário do terreno, Valdecir Garbin, e a ONG Esquadrão de Aço. Esse imbróglio judicial dura até hoje.

## Títulos

### Estaduais
| ESTADUAIS | ESTADUAIS                      | ESTADUAIS | ESTADUAIS   |
|           | Competição                     | Títulos   | Temporadas  |
| --------- | ------------------------------ | --------- | ----------- |
|           | Campeonato Paulista - Série A3 | 1         | 1990        |
|           | Campeonato Paulista - Série A4 | 2         | 1989 e 1996 |

### Outras Conquistas
- Campeonato do Oeste Paulista: 1915
- 11ª Região: 1944
- 6ª Região do Interior: 1947.
- Jubileu de Ouro: 1961.
- Vice-Campeonato Torneio Mateus Marinelli: 1992.
- Campeão Torneio Jardim das Rosas: 2000.
- Vice-São Paulo Cup de Futebol: 2019

### Categorias de Base
- Campeonato Regional Juvenil: 1979.
- Campeonato Regional Dente de Leite: 1970.

### Conquistas em outros esportes
1948 - Campeão Interestadual de Basketball

1957 - Campeão Individual 9ª São Silvestre

1990 - Campeão em Equipe 42º São Silvestre

1993 - Campeão Regional Basketball Masculino